# Myra Hess
Dame Myra Hess (ur. 25 lutego 1890 w Londynie, zm. 25 listopada 1965 tamże) – brytyjska pianistka.

## Życiorys
Studiowała w Guildhall School of Music w Londynie u Juliana Pascala i Orlanda Morgana. W 1902 roku otrzymała stypendium Royal Academy of Music, gdzie pobierała naukę u Tobiasa Matthaya. Zadebiutowała jako pianistka w 1907 roku w londyńskiej Queen’s Hall, wykonując IV koncert fortepianowy G-dur Ludwiga van Beethovena pod batutą Thomasa Beechama. Koncertowała w Europie, a od 1922 roku także w Stanach Zjednoczonych. W czasie II wojny światowej dawała koncerty w National Gallery w bombardowanym Londynie, otrzymując za swoją postawę w 1941 roku z rąk króla Jerzego VI tytuł Damy Komandora Orderu Imperium Brytyjskiego.
Zdobyła sobie sławę jako interpretatorka utworów fortepianowych Mozarta, Beethovena i Schumanna. Występowała też jako kameralistka, m.in. w duecie fortepianowym z Irene Scharrer. W 1926 roku dokonała cieszącej się dużą popularnością transkrypcji na fortepian chorału Jesu bleibet meine Freude z Kantaty nr 147 J.S. Bacha. Dokonała nagrań płytowych dla wytwórni Deutsche Grammophon i Columbia Records.